# ملحا (روستا)
 ملحا  به عربی ( اَلمَلحَّا  )، روستایی است در ناحیهٔ (قری الحدا)، در عزلهٔ (تهدم العلیا) وأعمال آب ،، از توابع استان اِب در کشور یمن در شبه جزیره عربستان.

## جمعیت
جمعیت آن (۹۹) نفر (۴ خانوار) می‌باشد.